# 帕特里克·弗兰齐斯卡
帕特里克·弗兰齐斯卡（德語：Patrick Franziska，1992年6月11日—），德國男子乒乓球運動員，曾經獲得2019年世界乒乓球錦標賽混合雙打季軍、2023年世界乒乓球锦标赛男双季军以及2020年东京奥运会男子团体银牌。